# Добрянский, Александр (легкоатлет)
Александр Добрянский (род. 9 мая 1978) — российский легкоатлет, специалист по бегу на короткие дистанции. Выступал на профессиональном уровне в 1995—2000 годах, серебряный призёр чемпионата России в беге на 400 метров в помещении, победитель и призёр первенств всероссийского значения, участник ряда крупных международных стартов, в том числе чемпионата Европы в помещении в Стокгольме. Представлял Липецкую область и физкультурно-спортивное общество «Динамо». Мастер спорта России.

## Биография
Александр Добрянский родился 9 мая 1978 года.
Занимался лёгкой атлетикой в Липецке, выступал за всероссийское физкультурно-спортивное общество «Динамо». Проходил подготовку под руководством тренера Юрия Ивановича Бузина.
Впервые заявил о себе на международном уровне в сезоне 1995 года, когда вошёл в состав российской сборной и выступил на Европейских юношеских Олимпийских днях в Бате, где стал бронзовым призёром в беге на 200 метров. Позднее стартовал в дисциплинах 100 и 200 метров на юниорском европейском первенстве в Ньиредьхазе.
В 1996 году на зимнем чемпионате России в Москве завоевал серебряную награду в беге на 400 метров, уступив на финише только Михаилу Вдовину. Благодаря этому успешному выступлению удостоился права защищать честь страны на чемпионате Европы в помещении в Стокгольме — с результатом 48,11 благополучно преодолел предварительный квалификационный этап, тогда как на стадии полуфиналов показал результат 47,79 и выбыл из дальнейшей борьбы за медали.
В 1998 году в 400-метровой дисциплине выиграл серебряную медаль на турнире в Орле, стал шестым на чемпионате России в Москве.
В 1999 году стартовал на зимнем чемпионате России в Москве, занял шестое место на Мемориале братьев Знаменских в Москве, закрыл десятку сильнейших на турнире в Сочи.
В 2000 году поучаствовал в зимнем чемпионате России в Волгограде и в летнем чемпионате России в Туле, после чего завершил спортивную карьеру.